# Polska Liga Koszykówki (2009/2010)
Polska Liga Koszykówki 2009/2010 (od 27 kwietnia 2010 Tauron Basket Liga 2009/2010) – 76. edycja najwyższej klasy rozgrywkowej męskiej koszykówki w Polsce.

## Sponsor tytularny
Na zorganizowanej w Warszawie konferencji prasowej prezes Polskiej Ligi Koszykówki Jacek Jakubowski oraz prezes Polskiego Związku Koszykówki Roman Ludwiczuk ogłosili pozyskanie z dniem 27 kwietnia 2010 sponsora tytularnego dla zawodowej ligi koszykarzy. Do końca sezonu 2009/2010 umowę z PLK SA podpisała firma Tauron Polska Energia SA. W związku z tym, od dnia 27 kwietnia 2010 Polska Liga Koszykówki zmieniła nazwę na Tauron Basket Liga.

## Drużyny
30 czerwca minął termin zgłoszeń klubów do PLK w sezonie 2009/10, zgłosiło się 16 zespołów. Dwa z nich (Bank BPS Basket Kwidzyn i Stal Ostrów Wielkopolski) nie otrzymały licencji na grę, więc PLK liczyć będzie 14 drużyn.
Zespoły które grały w PLK w poprzednim sezonie:
- Asseco Prokom Gdynia (zmienił siedzibę z Sopotu na Gdynię)
- PGE Turów Zgorzelec
- Anwil Włocławek
- Energa Czarni Słupsk
- Kotwica Kołobrzeg
- Polpharma Starogard Gdański
- AZS Koszalin
- Sportino Inowrocław
- PBG Basket Poznań

Zespoły które pomyślnie przeszły weryfikację Komisji Odwoławczej PZKosz:
- Polonia Azbud Warszawa
- Znicz Jarosław
- Polonia 2011 Warszawa (awans z I ligi)
- Stal Stalowa Wola (awans z I ligi)

Zespół, który wykupił "dziką kartę":
- Trefl Sopot

## Runda zasadnicza
Kolejka I
08.10.2009 17:00 Trefl Sopot – Energa Czarni Słupsk 59:54 (TV)
10.10.2009 16:30 Polonia 2011 Warszawa – Anwil Włocławek 79:92
10.10.2009 17:00 PBG Basket Poznań – Kotwica Kołobrzeg 74:66
10.10.2009 18:00 Stal Stalowa Wola – PGE Turów Zgorzelec 60:88
10.10.2009 18:00 Sportino Inowrocław – Polpharma Starogard Gdański 65:77
10.10.2009 18:00 AZS Koszalin – Polonia Azbud Warszawa 92:78
11.10.2009 19:30 Znicz Jarosław – Asseco Prokom Gdynia 65:98
Kolejka II
13.10.2009 18:00 Stal Stalowa Wola – Asseco Prokom Gdynia 66:92
14.10.2009 18:00 PGE Turów Zgorzelec – Polonia 2011 Warszawa 98:62 (TV)
14.10.2009 18:00 Anwil Włocławek – Trefl Sopot 81:72
14.10.2009 18:00 PBG Basket Poznań – Energa Czarni Słupsk 84:73
14.10.2009 18:00 Kotwica Kołobrzeg – Sportino Inowrocław 85:76
14.10.2009 18:00 Znicz Jarosław – Polonia Azbud Warszawa 69:57
14.10.2009 19:00 Polpharma Starogard Gdański – AZS Koszalin 65:76
Kolejka III
16.10.2009 18:00 Polonia 2011 Warszawa – Asseco Prokom Gdynia 81:97
17.10.2009 18:00 PBG Basket Poznań – Anwil Włocławek 104:107 (2 dogr.)
17.10.2009 18:00 Sportino Inowrocław – Energa Czarni Słupsk 79:88
17.10.2009 19:00 AZS Koszalin – Kotwica Kołobrzeg 75:71 (TV)
18.10.2009 17:00 Polonia Azbud Warszawa – Polpharma Starogard Gdański 63:75
18.10.2009 17:00 Stal Stalowa Wola – Znicz Jarosław 65:70
20.10.2009 19:00 Trefl Sopot – PGE Turów Zgorzelec 73:61
Kolejka IV
23.10.2009 20:30 Asseco Prokom Gdynia – Trefl Sopot 84:78
24.10.2009 18:00 Anwil Włocławek – Sportino Inowrocław 82:60 (TV)
24.10.2009 18:00 Znicz Jarosław – Polpharma Starogard Gdański 68:65
25.10.2009 17:00 Stal Stalowa Wola – Polonia 2011 Warszawa 84:78
25.10.2009 18:00 PGE Turów Zgorzelec – PBG Basket Poznań 76:62
25.10.2009 18:00 Energa Czarni Słupsk – AZS Koszalin 78:68
25.10.2009 18:00 Kotwica Kołobrzeg – Polonia Azbud Warszawa 89:91 (1 dogr.)
Kolejka V
29.10.2009 19:45 Polpharma Starogard Gdański – Kotwica Kołobrzeg 79:58 (TV)
30.10.2009 19:00 Polonia Azbud Warszawa – Energa Czarni Słupsk 65:61
31.10.2009 18:00 AZS Koszalin – Anwil Włocławek 73:76
31.10.2009 18:00 Sportino Inowrocław – PGE Turów Zgorzelec 78:93
31.10.2009 18:00 PBG Basket Poznań – Asseco Prokom Gdynia 69:89
31.10.2009 18:00 Trefl Sopot – Stal Stalowa Wola 81:57
31.10.2009 18:00 Polonia 2011 Warszawa – Znicz Jarosław 45:79
Kolejka VI
07.11.2009 18:00 Stal Stalowa Wola – PBG Basket Poznań 93:83
07.11.2009 18:00 Energa Czarni Słupsk – Polpharma Starogard Gdański 72:78
08.11.2009 14:00 Asseco Prokom Gdynia – Sportino Inowrocław 93:74
08.11.2009 18:00 Znicz Jarosław – Kotwica Kołobrzeg 91:84
08.11.2009 18:00 Anwil Włocławek – Polonia Azbud Warszawa 81:73
08.11.2009 18:00 Polonia 2011 Warszawa – Trefl Sopot 68:75
08.11.2009 18:00 PGE Turów Zgorzelec – AZS Koszalin 88:69 (TV)
Kolejka VII
14.11.2009 14:30 Polpharma Starogard Gdański – Anwil Włocławek 83:75 (TV)
14.11.2009 18:00 Polonia Azbud Warszawa – PGE Turów Zgorzelec 77:67
14.11.2009 18:00 Sportino Inowrocław – Stal Stalowa Wola 79:78
14.11.2009 18:00 PBG Basket Poznań – Polonia 2011 Warszawa 72:68
14.11.2009 19:30 Trefl Sopot – Znicz Jarosław 66:64
15.11.2009 18:00 AZS Koszalin – Asseco Prokom Gdynia 63:77
25.11.2009 18:15 Energa Czarni Słupsk – Kotwica Kołobrzeg 85:77
Kolejka VIII
18.11.2009 18:00 Stal Stalowa Wola – AZS Koszalin 84:76
18.11.2009 18:00 Anwil Włocławek – Kotwica Kołobrzeg 91:77
18.11.2009 18:00 PGE Turów Zgorzelec – Polpharma Starogard Gdański 91:79 (TV)
18.11.2009 18:00 PBG Basket Poznań – Trefl Sopot 81:88
18.11.2009 19:00 Polonia 2011 Warszawa – Sportino Inowrocław 98:99
18.11.2009 19:00 Asseco Prokom Gdynia – Polonia Azbud Warszawa 91:81
15.12.2009 19:00 Znicz Jarosław – Energa Czarni Słupsk 100:76
Kolejka IX
03.11.2009 19:00 Kotwica Kołobrzeg – PGE Turów Zgorzelec 73:63
21.11.2009 17:00 Polpharma Starogard Gdański – Asseco Prokom Gdynia 67:77
21.11.2009 18:00 AZS Koszalin – Polonia 2011 Warszawa 91:101
21.11.2009 18:00 PBG Basket Poznań – Znicz Jarosław 82:93
21.11.2009 19:00 Sportino Inowrocław – Trefl Sopot 69:81
22.11.2009 14:00 Energa Czarni Słupsk – Anwil Włocławek 71:73 (TV)
22.11.2009 17:00 Polonia Azbud Warszawa – Stal Stalowa Wola 75:77
Kolejka X
28.11.2009 18:00 Trefl Sopot – AZS Koszalin 68:65
28.11.2009 18:00 Stal Stalowa Wola – Polpharma Starogard Gdański 66:69
28.11.2009 18:00 PGE Turów Zgorzelec – Energa Czarni Słupsk 83:88
28.11.2009 18:00 PBG Basket Poznań – Sportino Inowrocław 80:72
28.11.2009 19:00 Asseco Prokom Gdynia – Kotwica Kołobrzeg 85:58
29.11.2009 18:00 Polonia 2011 Warszawa – Polonia Azbud Warszawa 93:82 (TV)
29.11.2009 18:00 Znicz Jarosław – Anwil Włocławek 60:77
Kolejka XI
05.12.2009 18:00 Polpharma Starogard Gdański – Polonia 2011 Warszawa 72:69
05.12.2009 18:00 Kotwica Kołobrzeg – Stal Stalowa Wola 77:84
05.12.2009 18:00 Polonia Azbud Warszawa – Trefl Sopot 82:55
05.12.2009 18:00 Sportino Inowrocław – Znicz Jarosław 62:72
05.12.2009 20:00 Anwil Włocławek – PGE Turów Zgorzelec 76:73 (TV)
06.12.2009 18:00 AZS Koszalin – PBG Basket Poznań 81:72
06.12.2009 18:00 Energa Czarni Słupsk – Asseco Prokom Gdynia 68:79
Kolejka XII
11.12.2009 19:00 Znicz Jarosław – PGE Turów Zgorzelec 60:75
12.12.2009 18:00 Polonia Azbud Warszawa – PBG Basket Poznań 88:69
12.12.2009 18:00 Sportino Inowrocław – AZS Koszalin 74:84
12.12.2009 18:00 Trefl Sopot – Polpharma Starogard Gdański 57:61
12.12.2009 18:00 Stal Stalowa Wola – Energa Czarni Słupsk 78:76
13.12.2009 18:00 Polonia 2011 Warszawa – Kotwica Kołobrzeg 79:83
13.12.2009 18:10 Asseco Prokom Gdynia – Anwil Włocławek 91:78 (TV)
Kolejka XIII
19.12.2009 18:00 Polonia Azbud Warszawa – Sportino Inowrocław 77:64
19.12.2009 18:00 AZS Koszalin – Znicz Jarosław 91:75
19.12.2009 18:00 PGE Turów Zgorzelec – Asseco Prokom Gdynia 90:91 (1 dogr.) (TV)
19.12.2009 18:00 Anwil Włocławek – Stal Stalowa Wola 90:76
19.12.2009 18:00 Energa Czarni Słupsk – Polonia 2011 Warszawa 86:80
19.12.2009 18:00 Kotwica Kołobrzeg – Trefl Sopot 72:79
20.12.2009 18:00 Polpharma Starogard Gdański – PBG Basket Poznań 86:76
Kolejka XIV
29.12.2009 18:00 Anwil Włocławek – Polonia 2011 Warszawa 87:78
29.12.2009 18:00 Kotwica Kołobrzeg – PBG Basket Poznań 67:70
29.12.2009 18:00 PGE Turów Zgorzelec – Stal Stalowa Wola 89:74 (TV)
29.12.2009 18:15 Energa Czarni Słupsk – Trefl Sopot 81:80
29.12.2009 19:00 Polpharma Starogard Gdański – Sportino Inowrocław 74:58
29.12.2009 19:00 Polonia Azbud Warszawa – AZS Koszalin 73:82
30.12.2009 17:00 Asseco Prokom Gdynia – Znicz Jarosław 104:92
Kolejka XV
03.01.2010 16:00 Asseco Prokom Gdynia – Stal Stalowa Wola 102:98
03.01.2010 18:00 Trefl Sopot – Anwil Włocławek 73:80 (TV)
03.01.2010 18:00 Sportino Inowrocław – Kotwica Kołobrzeg 77:79
03.01.2010 18:00 AZS Koszalin – Polpharma Starogard Gdański 87:66
03.01.2010 18:00 Energa Czarni Słupsk – PBG Basket Poznań 72:65
04.01.2010 19:00 Polonia Azbud Warszawa – Znicz Jarosław 77:73
27.01.2010 19:00 Polonia 2011 Warszawa – PGE Turów Zgorzelec 83:76
Kolejka XVI
09.01.2010 18:00 Kotwica Kołobrzeg – AZS Koszalin 75:82
09.01.2010 18:00 Polpharma Starogard Gdański – Polonia Azbud Warszawa 78:67
09.01.2010 18:00 PGE Turów Zgorzelec – Trefl Sopot 83:67 (TV)
09.01.2010 19:00 Asseco Prokom Gdynia – Polonia 2011 Warszawa 97:69
10.01.2010 18:00 Anwil Włocławek – PBG Basket Poznań 78:56
11.01.2010 19:15 Znicz Jarosław – Stal Stalowa Wola 94:83 (TV)
12.01.2010 18:15 Energa Czarni Słupsk – Sportino Inowrocław 97:76
Kolejka XVII
16.01.2010 18:00 Polpharma Starogard Gdański – Znicz Jarosław 90:76
16.01.2010 18:00 AZS Koszalin – Energa Czarni Słupsk 82:94
16.01.2010 18:00 Polonia Azbud Warszawa – Kotwica Kołobrzeg 88:79
17.01.2010 17:00 PBG Basket Poznań – PGE Turów Zgorzelec 86:94
17.01.2010 18:00 Sportino Inowrocław – Anwil Włocławek 73:84
17.01.2010 18:00 Trefl Sopot – Asseco Prokom Gdynia 62:72 (TV)
17.01.2010 18:00 Polonia 2011 Warszawa – Stal Stalowa Wola 56:76
Kolejka XVIII
30.01.2010 18:00 Kotwica Kołobrzeg – Polpharma Starogard Gdański 65:82
30.01.2010 18:00 Energa Czarni Słupsk – Polonia Azbud Warszawa 91:83
30.01.2010 18:00 Stal Stalowa Wola – Trefl Sopot 65:69
30.01.2010 18:30 PGE Turów Zgorzelec – Sportino Inowrocław 95:72
31.01.2010 18:00 Anwil Włocławek – AZS Koszalin 77:76
31.01.2010 18:00 Asseco Prokom Gdynia – PBG Basket Poznań 87:79
31.01.2010 18:00 Znicz Jarosław – Polonia 2011 Warszawa 68:85 (TV)
Kolejka XIX
06.02.2010 18:00 Polpharma Starogard Gdański – Energa Czarni Słupsk 78:76
06.02.2010 18:00 Sportino Inowrocław – Asseco Prokom Gdynia 66:82
06.02.2010 18:00 Kotwica Kołobrzeg – Znicz Jarosław 84:78
06.02.2010 18:00 Polonia Azbud Warszawa – Anwil Włocławek 87:81
06.02.2010 18:00 Trefl Sopot – Polonia 2011 Warszawa 106:78
06.02.2010 18:00 AZS Koszalin – PGE Turów Zgorzelec 90:75
07.02.2010 17:00 PBG Basket Poznań – Stal Stalowa Wola 98:76
Kolejka XX
13.02.2010 17:00 Stal Stalowa Wola – Sportino Inowrocław 86:71
13.02.2010 18:00 Anwil Włocławek – Polpharma Starogard Gdański 78:61 (TV)
13.02.2010 18:00 PGE Turów Zgorzelec – Polonia Azbud Warszawa 82:70
13.02.2010 18:00 Kotwica Kołobrzeg – Energa Czarni Słupsk 68:65
13.02.2010 18:00 Znicz Jarosław – Trefl Sopot 76:89
13.02.2010 19:00 Asseco Prokom Gdynia – AZS Koszalin 97:79
14.02.2010 18:00 Polonia 2011 Warszawa – PBG Basket Poznań 67:72
Kolejka XXI
27.02.2010 15:00 Polpharma Starogard Gdański – PGE Turów Zgorzelec 81:75 (TV)
27.02.2010 17:00 Polonia Azbud Warszawa – Asseco Prokom Gdynia 85:77
27.02.2010 18:00 Kotwica Kołobrzeg – Anwil Włocławek 74:88
27.02.2010 18:00 Trefl Sopot – PBG Basket Poznań 89:83
27.02.2010 18:00 Sportino Inowrocław – Polonia 2011 Warszawa 91:82
27.02.2010 18:00 Energa Czarni Słupsk – Znicz Jarosław 74:75
28.02.2010 18:00 AZS Koszalin – Stal Stalowa Wola 88:74
Kolejka XXII
21.02.2010 18:00 Trefl Sopot – Sportino Inowrocław 78:69
06.03.2010 18:00 PGE Turów Zgorzelec – Kotwica Kołobrzeg 94:70 (TV)
06.03.2010 18:00 Polonia 2011 Warszawa – AZS Koszalin 109:112
06.03.2010 18:00 Znicz Jarosław – PBG Basket Poznań 82:85
06.03.2010 18:00 Anwil Włocławek – Energa Czarni Słupsk 96:89
06.03.2010 18:00 Stal Stalowa Wola – Polonia Azbud Warszawa 69:70
06.03.2010 19:00 Asseco Prokom Gdynia – Polpharma Starogard Gdański 73:82
Kolejka XXIII
16.03.2010 18:00 Anwil Włocławek – Znicz Jarosław 72:68
16.03.2010 19:00 Kotwica Kołobrzeg – Asseco Prokom Gdynia 57:103
17.03.2010 18:00 Sportino Inowrocław – PBG Basket Poznań 52:87
17.03.2010 18:00 AZS Koszalin – Trefl Sopot 84:73
17.03.2010 18:15 Energa Czarni Słupsk – PGE Turów Zgorzelec 69:72
17.03.2010 19:00 Polpharma Starogard Gdański – Stal Stalowa Wola 80:76
17.03.2010 19:00 Polonia Azbud Warszawa – Polonia 2011 Warszawa 86:93
Kolejka XXIV
12.03.2010 18:00 Znicz Jarosław – Sportino Inowrocław 67:60
12.03.2010 19:00 Trefl Sopot – Polonia Azbud Warszawa 66:60
13.03.2010 18:00 PGE Turów Zgorzelec – Anwil Włocławek 80:88 (TV)
13.03.2010 18:00 Stal Stalowa Wola – Kotwica Kołobrzeg 71:79
13.03.2010 18:00 PBG Basket Poznań – AZS Koszalin 94:92
13.03.2010 19:30 Polonia 2011 Warszawa – Polpharma Starogard Gdański 67:89
19.03.2010 17:30 Asseco Prokom Gdynia – Energa Czarni Słupsk 86:55
Kolejka XXV
27.03.2010 18:00 PGE Turów Zgorzelec – Znicz Jarosław 112:85 (TV)
27.03.2010 18:00 Polpharma Starogard Gdański – Trefl Sopot 78:79
27.03.2010 18:00 Kotwica Kołobrzeg – Polonia 2011 Warszawa 81:82 (1 dogr.)
27.03.2010 18:00 Energa Czarni Słupsk – Stal Stalowa Wola 74:60
27.03.2010 18:00 PBG Basket Poznań – Polonia Azbud Warszawa 69:66
30.03.2010 18:00 AZS Koszalin – Sportino Inowrocław 103:80
19.04.2010 18:00 Anwil Włocławek – Asseco Prokom Gdynia 73:78 (TV)
Kolejka XXVI
07.04.2010 18:00 Polonia 2011 Warszawa – Energa Czarni Słupsk 70:98
07.04.2010 18:00 Asseco Prokom Gdynia – PGE Turów Zgorzelec 95:75 (TV)
07.04.2010 18:00 Stal Stalowa Wola – Anwil Włocławek 78:107
07.04.2010 18:00 Trefl Sopot – Kotwica Kołobrzeg 71:69
07.04.2010 18:00 PBG Basket Poznań – Polpharma Starogard Gdański 82:78
07.04.2010 18:00 Sportino Inowrocław – Polonia Azbud Warszawa 70:80
07.04.2010 18:00 Znicz Jarosław – AZS Koszalin 95:96 (1 dogr.)
| Lp. | Drużyna                     | Mecze | Mecze wygrane | Mecze przegrane | Punkty zdobyte | Punkty stracone | Różnica punktów | Stosunek | Punkty |
| --- | --------------------------- | ----- | ------------- | --------------- | -------------- | --------------- | --------------- | -------- | ------ |
| 1.  | Asseco Prokom Gdynia        | 26    | 24            | 2               | 2297           | 1910            | +387            | 1.203    | 50     |
| 2.  | Anwil Włocławek             | 26    | 22            | 4               | 2168           | 1963            | +205            | 1.104    | 48     |
| 3.  | Polpharma Starogard Gdański | 26    | 18            | 8               | 1973           | 1872            | +101            | 1.054    | 44     |
| 4.  | Trefl Sopot                 | 26    | 17            | 9               | 1934           | 1877            | +57             | 1.030    | 43     |
| 5.  | PGE Turów Zgorzelec         | 26    | 15            | 11              | 2148           | 1978            | +170            | 1.086    | 41     |
| 6.  | AZS Koszalin                | 26    | 15            | 11              | 2157           | 2090            | +67             | 1.032    | 41     |
| 7.  | Polonia Azbud Warszawa      | 26    | 12            | 14              | 1981           | 1993            | -12             | 0.994    | 38     |
| 8.  | Energa Czarni Słupsk        | 26    | 12            | 14              | 2011           | 1994            | +17             | 1.009    | 38     |
| 9.  | PBG Basket Poznań           | 26    | 12            | 14              | 2034           | 2080            | -46             | 0.978    | 38     |
| 10. | Znicz Jarosław              | 26    | 11            | 15              | 1995           | 2055            | -60             | 0.971    | 37     |
| 11. | Stal Stalowa Wola           | 26    | 8             | 18              | 1954           | 2111            | -157            | 0.926    | 34     |
| 12. | Kotwica Kołobrzeg           | 26    | 7             | 19              | 1917           | 2103            | -186            | 0.912    | 33     |
| 13. | Polonia 2011 Warszawa       | 26    | 6             | 20              | 2021           | 2249            | -228            | 0.899    | 32     |
| 14. | Sportino Inowrocław         | 26    | 3             | 23              | 1866           | 2182            | -316            | 0.855    | 29     |

## PrePlay-off

### 5.PGE Turów Zgorzelec- 12.Kotwica Kołobrzeg2:0
19 kwietnia 2010 18:30
| PGE Turów Zgorzelec | 83:80 | Kotwica Kołobrzeg |

| (18:11, 20:15, 19:26, 26:28) |

22 kwietnia 2010 19:00
| Kotwica Kołobrzeg | 78:80 | PGE Turów Zgorzelec |

| (16:17, 23:17, 15:21, 24:25) |

### 6.AZS Koszalin- 11.Stal Stalowa Wola2:0
19 kwietnia 2010 18:00
| AZS Koszalin | 84:80 | Stal Stalowa Wola |

| (31:7, 12:28, 14:29, 27:16) |

20 kwietnia 2010 18:00
| AZS Koszalin | 108:83 | Stal Stalowa Wola |

| (24:10, 23:26, 33:23, 28:24) |

### 7.Polonia Azbud Warszawa- 10.Znicz Jarosław2:1
19 kwietnia 2010 19:00
| Polonia Azbud Warszawa | 94:88 | Znicz Jarosław |

| (24:26, 19:18, 24:16, 27:28) |

21 kwietnia 2010 19:00
| Znicz Jarosław | 76:73 | Polonia Azbud Warszawa |

| (21:13, 19:15, 19:28, 17:17) |

24 kwietnia 2010 19:00
| Polonia Azbud Warszawa | 88:79 | Znicz Jarosław |

| (15:22, 24:11, 26:19, 23:27) |

### 8.Energa Czarni Słupsk- 9.PBG Basket Poznań2:0
19 kwietnia 2010 18:15
| Energa Czarni Słupsk | 82:81 | PBG Basket Poznań |

| (20:20, 26:19, 13:19, 23:23) |

21 kwietnia 2010 18:30
| PBG Basket Poznań | 73:83 | Energa Czarni Słupsk |

| (17:19, 15:29, 20:15, 21:20) |

## Play-off
|  |             |                             |             |                 |   |          |                             |          |  |  |       |       |       |
|  | Ćwierćfinał | Ćwierćfinał                 | Ćwierćfinał |                 |   | Półfinał | Półfinał                    | Półfinał |  |  | Finał | Finał | Finał |
|  | Ćwierćfinał | Ćwierćfinał                 | Ćwierćfinał |                 |   | Półfinał | Półfinał                    | Półfinał |  |  | Finał | Finał | Finał |
|  |             |                             |             |                 |   |          |                             |          |  |  |       |       |       |
|  |             |                             |             |                 |   |          |                             |          |  |  |       |       |       |
|  | 1           | Asseco Prokom Gdynia        | 3           |                 |   |          |                             |          |  |  |       |       |       |
|  | 1           | Asseco Prokom Gdynia        | 3           |                 |   |          |                             |          |  |  |       |       |       |
|  | 8           | Energa Czarni Słupsk        | 0           |                 |   |          |                             |          |  |  |       |       |       |
|  | 8           | Energa Czarni Słupsk        | 0           |                 |   | 1        | Asseco Prokom Gdynia        | 3        |  |  |       |       |       |
|  |             |                             |             |                 |   | 1        | Asseco Prokom Gdynia        | 3        |  |  |       |       |       |
|  |             |                             | 4           | Trefl Sopot     | 0 |          |                             |          |  |  |       |       |       |
|  | 5           | PGE Turów Zgorzelec         | 4           | Trefl Sopot     | 0 | 1        |                             |          |  |  |       |       |       |
|  | 5           | PGE Turów Zgorzelec         |             |                 |   |          |                             |          |  |  |       |       |       |
|  | 4           | Trefl Sopot                 | 3           |                 |   |          |                             |          |  |  |       |       |       |
|  | 4           | Trefl Sopot                 | 3           |                 |   | 1        | Asseco Prokom Gdynia        | 4        |  |  |       |       |       |
|  |             |                             |             |                 |   |          |                             |          |  |  |       |       |       |
|  |             |                             | 2           | Anwil Włocławek | 0 |          |                             |          |  |  |       |       |       |
|  | 3           | Polpharma Starogard Gdański | 2           | Anwil Włocławek | 0 | 3        |                             |          |  |  |       |       |       |
|  | 3           | Polpharma Starogard Gdański |             |                 |   |          |                             |          |  |  |       |       |       |
|  | 6           | AZS Koszalin                | 1           |                 |   |          |                             |          |  |  |       |       |       |
|  | 6           | AZS Koszalin                | 1           |                 |   | 3        | Polpharma Starogard Gdański | 1        |  |  |       |       |       |
|  |             |                             |             |                 |   | 3        | Polpharma Starogard Gdański | 1        |  |  |       |       |       |
|  |             |                             | 2           | Anwil Włocławek | 3 |          |                             |          |  |  |       |       |       |
|  | 7           | Polonia Azbud Warszawa      | 2           | Anwil Włocławek | 3 | 0        |                             |          |  |  |       |       |       |
|  | 7           | Polonia Azbud Warszawa      |             |                 |   |          |                             |          |  |  |       |       |       |
|  | 2           | Anwil Włocławek             | 3           |                 |   |          |                             |          |  |  |       |       |       |
|  | 2           | Anwil Włocławek             | 3           |                 |   |          |                             |          |  |  |       |       |       |

### Ćwierćfinał

#### 1.Asseco Prokom Gdynia- 8.Energa Czarni Słupsk3:0
27 kwietnia 2010 19:00
| Asseco Prokom Gdynia | 83:77 | Energa Czarni Słupsk |

| (11:22, 28:21, 17:18, 27:16) |

28 kwietnia 2010 18:15
| Asseco Prokom Gdynia | 78:60 | Energa Czarni Słupsk |

| (13:16, 19:18, 23:18, 23:8) |

1 maja 2010 17:00
| Energa Czarni Słupsk | 65:111 | Asseco Prokom Gdynia |

| (22:14, 20:33, 13:35, 10:29) |

#### 2.Anwil Włocławek- 7.Polonia Azbud Warszawa3:0
27 kwietnia 2010 18:00
| Anwil Włocławek | 108:83 | Polonia Azbud Warszawa |

| (34:27, 25:18, 28:11, 21:27) |

28 kwietnia 2010 18:00
| Anwil Włocławek | 84:83 | Polonia Azbud Warszawa |

| (31:22, 25:18, 13:19, 15:24) |

1 maja 2010 16:30
| Polonia Azbud Warszawa | 54:103 | Anwil Włocławek |

| (15:18, 13:29, 14:29, 12:27) |

#### 3.Polpharma Starogard Gdański- 6.AZS Koszalin3:1
27 kwietnia 2010 18:00 
| Polpharma Starogard Gdański | 81:68 | AZS Koszalin |

| (21:19, 24:16, 14:14, 22:19) |

28 kwietnia 2010 19:00
| Polpharma Starogard Gdański | 74:84 | AZS Koszalin |

| (16:16, 17:19, 20:27, 21:22) |

1 maja 2010 14:00 (TV)
| AZS Koszalin | 84:87 | Polpharma Starogard Gdański |

| (22:23, 9:24, 12:14, 41:26) |

2 maja 2010 18:00
| AZS Koszalin | 77:89 | Polpharma Starogard Gdański |

| (15:22, 16:20, 30:23, 16:24) |

#### 4.Trefl Sopot- 5.PGE Turów Zgorzelec3:1
27 kwietnia 2010 19:00
| Trefl Sopot | 79:63 | PGE Turów Zgorzelec |

| (23:14, 21:15, 20:20, 15:14) |

28 kwietnia 2010 20:15 (TV)
| Trefl Sopot | 89:82 | PGE Turów Zgorzelec |

| (20:26, 31:19, 12:17, 26:20) |

1 maja 2010 19:00
| PGE Turów Zgorzelec | 87:71 | Trefl Sopot |

| (25:21, 23:17, 18:20, 21:13) |

2 maja 2010 14:00 (TV)
| PGE Turów Zgorzelec | 68:75 | Trefl Sopot |

| (17:19, 15:19, 15:18, 21:19) |

### Półfinał

#### 1.Asseco Prokom Gdynia- 4.Trefl Sopot3:0
9 maja 2010 14:00 (TV)
| Asseco Prokom Gdynia | 82:74 | Trefl Sopot |

| (26:13, 21:31, 21:13, 14:17) |

11 maja 2010 18:00 (TV)
| Asseco Prokom Gdynia | 87:76 dogr. | Trefl Sopot |

| (20:23, 19:8, 12:19, 17:18, d. 19:8) |

14 maja 2010 18:00 (TV)
| Trefl Sopot | 70:78 | Asseco Prokom Gdynia |

| (13:16, 16:25, 15:15, 26:22) |

#### 2.Anwil Włocławek- 3.Polpharma Starogard Gdański3:1
8 maja 2010 18:00 (TV)
| Anwil Włocławek | 86:75 | Polpharma Starogard Gdański |

| (29:22, 19:15, 19:8, 19:30) |

10 maja 2010 18:00 (TV)
| Anwil Włocławek | 86:72 | Polpharma Starogard Gdański |

| (20:12, 16:20, 30:17, 20:23) |

13 maja 2010 18:00 (TV)
| Polpharma Starogard Gdański | 99:89 | Anwil Włocławek |

| (22:18, 33:15, 19:31, 25:25) |

15 maja 2010 19:15 (TV)
| Polpharma Starogard Gdański | 76:80 | Anwil Włocławek |

| (21:19, 21:22, 18:23, 16:16) |

### O 3 miejsce

#### 3.Polpharma Starogard Gdański- 4.Trefl Sopot2:1
22 maja 2010 18:00
| Polpharma Starogard Gdański | 95:85 2 dogr. | Trefl Sopot |

| (22:24, 13:20, 18:14, 20:15, d1. 9:9, d2. 13:3) |

25 maja 2010 18:00
| Trefl Sopot | 84:61 | Polpharma Starogard Gdański |

| (17:14, 25:14, 24:15, 18:18) |

28 maja 2010 18:00 (TV)
| Polpharma Starogard Gdański | 71:67 | Trefl Sopot |

| (14:16, 22:14, 19:17, 16:20) |

### Finał

#### 1.Asseco Prokom Gdynia- 2.Anwil Włocławek4:0
22 maja 2010 13:15 (TV)
| Asseco Prokom Gdynia | 93:86 | Anwil Włocławek |

| (23:23, 25:15, 26:19, 19:29) |

24 maja 2010 18:00 (TV)
| Asseco Prokom Gdynia | 91:84 | Anwil Włocławek |

| (26:23, 21:24, 19:21, 25:16) |

27 maja 2010 18:00 (TV)
| Anwil Włocławek | 76:79 | Asseco Prokom Gdynia |

| (21:24, 20:16, 17:12, 18:27) |

29 maja 2010 20:00 (TV)
| Anwil Włocławek | 79:80 | Asseco Prokom Gdynia |

| (25:19, 19:13, 18:28, 17:20) |

## Ostateczna kolejność
| Lp. | Drużyna                     |
| --- | --------------------------- |
|     | Asseco Prokom Gdynia        |
|     | Anwil Włocławek             |
|     | Polpharma Starogard Gdański |
| 4.  | Trefl Sopot                 |
| 5.  | PGE Turów Zgorzelec         |
| 6.  | AZS Koszalin                |
| 7.  | Polonia Azbud Warszawa      |
| 8.  | Energa Czarni Słupsk        |
| 9.  | PBG Basket Poznań           |
| 10. | Znicz Jarosław              |
| 11. | Stal Stalowa Wola           |
| 12. | Kotwica Kołobrzeg           |
| 13. | Polonia 2011 Warszawa       |
| 14. | Sportino Inowrocław         |

## Zobacz
- Puchar Polski w koszykówce mężczyzn 2009/2010
- Oficjalna strona Polskiej Ligi Koszykówki